# Jerzy Bichniewicz

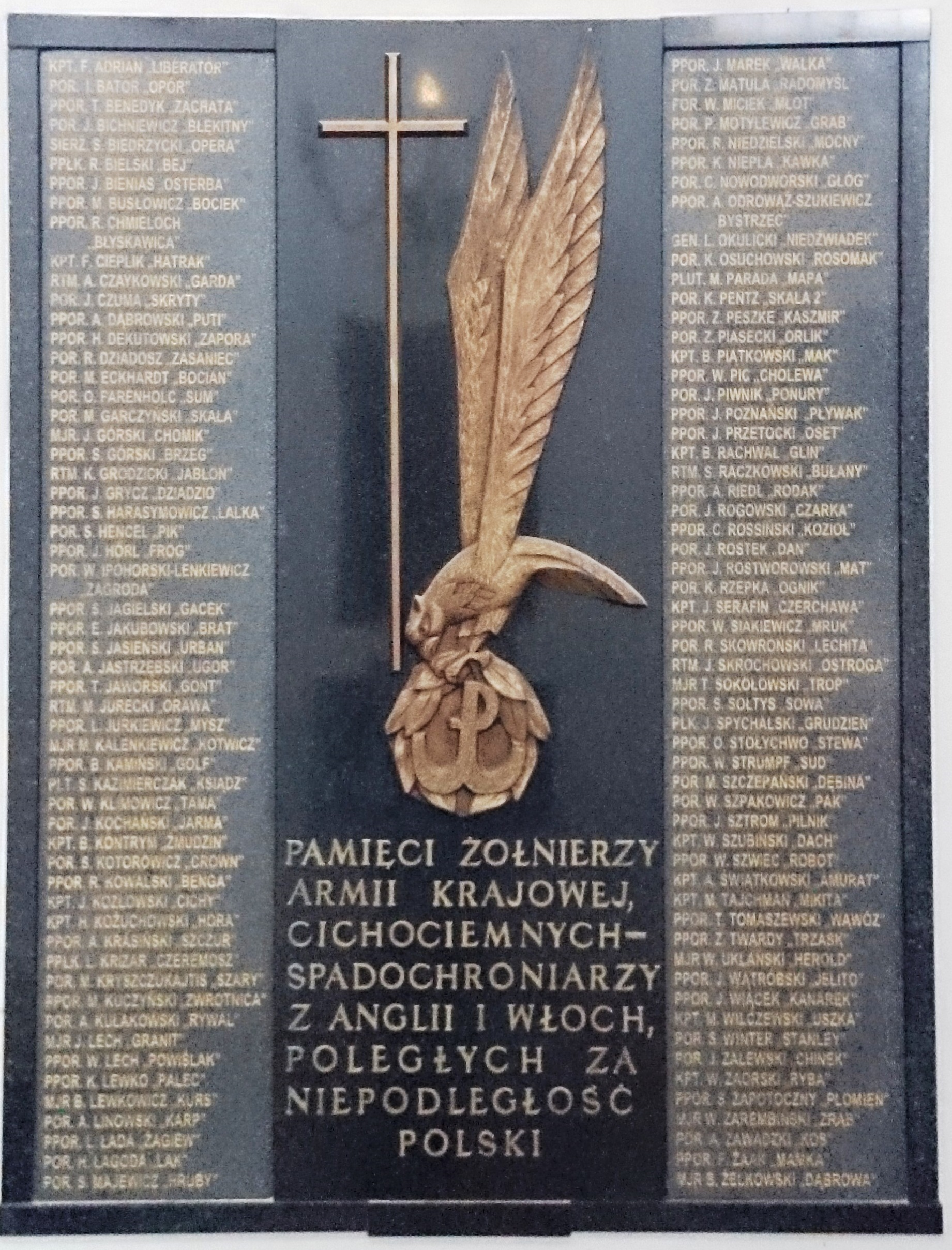
Tablica w kościele św. Jacka w Warszawie, upamiętniająca poległych cichociemnych, w tym Jerzego Bichniewicza

Jerzy Bichniewicz vel Jerzy Breza pseud.: Błękitny, Pielesz (ur. 29 lipca 1914 w Berezówce, zm. 30 października 1942 w czasie lotu nad Norwegią, między Helleren a  Refsland (w okręgu Rogaland)) – podporucznik saperów, cichociemny.

## Życiorys
Jerzy Bichniewicz w 1939 roku był dowódcą plutonu w 24 kompanii kolejowej saperów, w czasie kampanii wrześniowej, od 19 września 1939 roku walczył w Samodzielnej Grupie Operacyjnej „Polesie” w 23 kompanii saperów kolejowych. 24 marca 1940 roku przedostał się na Węgry, skąd dotarł w czerwcu 1940 roku do Francji (1 samodzielna kompania saperów w Centrum Wyszkolenia Saperów) i w tym samym miesiącu do Wielkiej Brytanii, gdzie służył w 1 samodzielnej kompanii saperów 1 Brygady Strzelców. W tym czasie przeszedł szkolenie konspiracyjne ze specjalnością dywersja i 24 sierpnia 1942 roku został zaprzysiężony na oficera AK w Oddziale VI Sztabu Naczelnego Wodza.
W ramach operacji „Pliers” w nocy z 29 na 30 października 1942 roku jako podporucznik cichociemny „Błękitny” leciał do Polski w samolocie Halifax NF-S W-7773, który rozbił się ok. godz. 3 rano nad Norwegią między miejscowościami Helleren i Refsland. Trzej cichociemni wieźli też do Polski 156 tys. dolarów i 70 tys. marek niemieckich. Pozostałymi poległymi cichociemnymi byli: Stanisław Hencel i Wiesław Szpakowicz.
Wraz z pozostałymi uczestnikami operacji „Pliers” i załogą samolotu spoczywa na cmentarzu w Egersund.

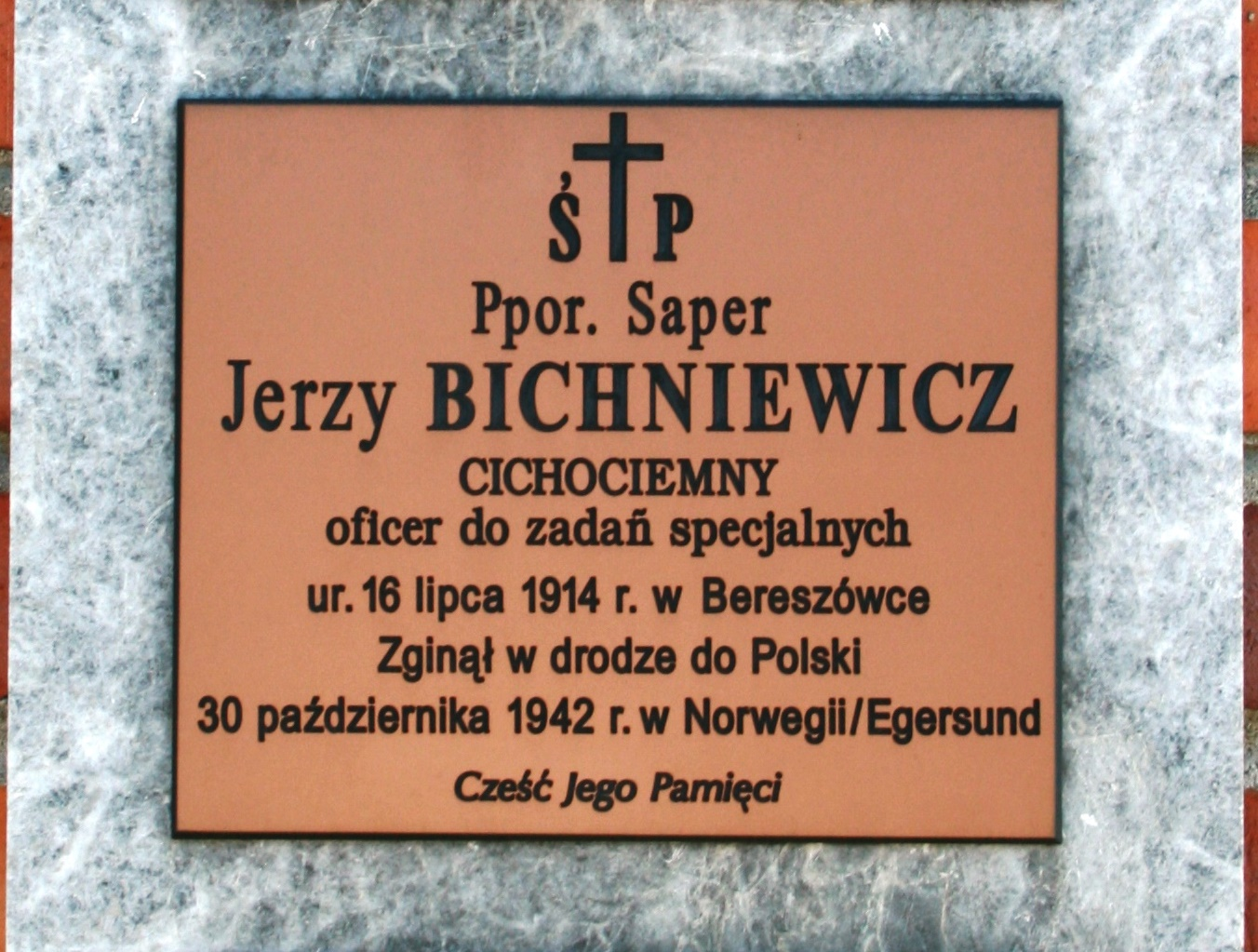
Tablica poświęcona Jerzemu Bichniewiczowi na Cmentarzu Wojskowym na Powązkach w Warszawie

## Odznaczenia
- Krzyż Walecznych – czterokrotnie
- Srebrny Krzyż Zasługi z Mieczami.

## Życie rodzinne
Jerzy Bichniewicz był synem Bronisława Adama, wicestarosty Berezówki, i Olgi z domu Prochorowicz. W 1939 roku ożenił się z Anną Borowską (ur. w 1915 roku).

## Upamiętnienie
- W lewej nawie kościoła św. Jacka przy ul. Freta w Warszawie odsłonięto w 1980 roku tablicę Pamięci żołnierzy Armii Krajowej, cichociemnych – spadochroniarzy z Anglii i Włoch, poległych za niepodległość Polski. Wśród wymienionych 110 poległych cichociemnych jest Jerzy Bichniewicz.
- W 1989 roku w kościele garnizonowym w Radomiu odsłonięto i poświęcono tablicę upamiętniającą Jerzego Bichniewicza.